# STS-109
STS-109 (SM3B) fue una misión del trasbordador espacial lanzada desde el Centro espacial John F. Kennedy el 1 de marzo de 2002. Fue la 108.ª misión del programa de trasbordadores espaciales, el vuelo número 27 del Transbordador espacial Columbia (siendo la última misión con éxito antes del desastre ocurrido en el 2003), llevando a cabo la cuarta revisión técnica de Telescopio Espacial Hubble.

## Tripulación
- Scott D. Altman (3), Comandante
- Duane G. Carey (1), Piloto
- John M. Grunsfeld (4), Comandante de carga
- Nancy J. Currie (4), Especialista de misión
- James H. Newman (4), Especialista de misión
- Richard M. Linnehan (3), Especialista de misión
- Michael J. Massimino (1), Especialista de misión

## Parámetros de la misión
- Masa:
  - Del Orbiter al despegar: 116.989 kg
  - Del Orbiter al aterrizar: 100.564 kg
- Perigeo: 486 km
- Apogeo: 578 km
- Inclinación: 28,5°
- Período: 95,3 min

## Resumen de la misión
El propósito principal de la STS-109 era prestarle servicio al Telescopio Espacial Hubble (HST). Durante la misión se instalaron un sistema de instrumentos, una cámara avanzada para sondeos (ACS), paneles solares rígidos (SA3), una unidad de control de potencia (PCU), un Cryocooler Infrarrojo Cercano y un espectrómetro multi-objeto (NICMOS).
Los astronautas realizaron un total de cinco paseos espaciales en cinco días consecutivos.